# Alexander Payne
Alexander Payne (Født Alexander Constantine Papadopoulos 10. februar 1961) er en amerikansk filminstruktør og manuskriptforfatter. Hans film er kendetegnet ved at have en sort humor og et satirisk billede på nutidens amerikanske samfund.
Payne blev født i Omaha, Nebraska. Han er af græsk afstamning, og den yngste af 3 brødre. Han læste Spansk og Historie på Stanford University. Som en del af sit spanskstudie læste han også på Universidad de Salamanca. 
Payne skrev og instruerede sin første spillefilm, Citizen Ruth, i 1996. I 1999 instruerede han filmen Election med Matthew Broderick og Reese Witherspoon i hovedrollerne. Election fik stor opmærksomhed, da The New Yorkers filmkritiker David Denby kaldte den årets film i 1999. Filmen var også nomineret til en Oscar for bedste filmatisering.
Privat giftede Payne sig med den koreansk-canadiske skuespillerinde Sandra Oh i 2003, som havde spillet med i hans film Sideways. Parret blev skilt i 2006. 

## Priser og Nomineringer
Oscar:
- Bedste Filmatisering (Election 2000, Nomineret)
- Bedste Filmatisering (Sideways 2005, Vinder)
- Bedste Instruktør (Sideways 2005, Nomineret)
- Bedste Film (The Descendants 2012, nomineret)
- Bedste instruktør (The Descendants 2012, nomineret)
- Bedste Filmatisering (The Descendants 2012, vinder)

Golden Globe
- Bedste Instruktør (Rundt om Schmidt 2003, nomineret)
- Bedste Filmmanuskript (Rundt om Schmidt 2003, vinder)
- Bedste Instruktør (Sideways 2005, nomineret)
- Bedste Filmmanuskript (Sideways 2005, vinder)
- Bedste Instruktør (The Descendants 2012, nomineret)
- Bedste Filmmanuskript (The Descendants 2012, nomineret)

Bodil
- Bedste Amerikanske Film (Sideways 2006, nomineret)

Filmfestivalen i Cannes
- Den Gyldne Palme (Rundt om Schmidt 2002, nomineret)

BAFTA
- Bedste filmatisering (Sideways 2005, vinder)
- Bedste film (The Descendants 2012, nomineret)
- Bedste Filmatisering (The Descendants 2012, nomineret)